# Pirlimpimpim (álbum)
Pirlimpimpim é a trilha sonora do programa especial de mesmo nome. A trilha sonora foi lançada originalmente em LP e K7 pela Som Livre em 1982, e relançado em CD, em 2006. O álbum vendeu mais de 500 mil cópias no Brasil.

## Lista de faixas
| Lado A |                            |                                        |                                                                        |         |  |
| N.º    | Título                     | Compositor(es)                         | Intérprete(s)                                                          | Duração |  |
| 1.     | "Sítio do Picapau Amarelo" | Gilberto Gil Texto: Wilson Rocha       | Zilka Salaberry                                                        | 03:00   |  |
| 2.     | "Pirlimpimpim"             | Moraes Moreira Fausto Milo             | Moraes Moreira                                                         | 03:35   |  |
| 3.     | "Narizinho"                | Sérgio Sá                              | Bebel Gilberto                                                         | 02:52   |  |
| 4.     | "Caminhos de Aventura"     | Nelson Motta Lee Marcucci Wander Taffo | Ricardo Graça Mello                                                    | 04:29   |  |
| 5.     | "Lindo Balão Azul"         | Guilherme Arantes                      | Aretha Moraes Moreira Ricardo Graça Mello Bebel Gilberto Baby Consuelo | 03:19   |  |
| 6.     | "Emília, a Boneca Gente"   | Baby Consuelo Pepeu Gomes              | Baby Consuelo                                                          | 03:58   |  |

| Lado B |                                |                                          |                           |         |  |
| N.º    | Título                         | Compositor(es)                           | Intérprete(s)             | Duração |  |
| 1.     | "Cuca"                         | Geraldo Casé Waltel Branco Sylvan Paezzo | Ângela Rô Rô              | 03:43   |  |
| 2.     | "Saci Pererê"                  | Jorge Ben Jor                            | Jorge Ben Jor             | 04:11   |  |
| 3.     | "Os Doze Trabalho de Hércules" | Zé Ramalho                               | Zé Ramalho                | 04:18   |  |
| 4.     | "Festa Animada"                | Dona Ivone Lara                          | Dona Ivone Lara           | 02:29   |  |
| 5.     | "Rapunzel"                     | Geraldo Casé Waltel Branco Sylvan Paezzo | Lucinha Lins Fábio Junior | 02:55   |  |
| 6.     | "Real Ilusão"                  | Daltony Nóbrega                          | Aretha                    | 04:42   |  |